# Heterocyathus alternatus
Heterocyathus alternatus är en korallart som beskrevs av Addison Emery Verrill 1865. Heterocyathus alternatus ingår i släktet Heterocyathus och familjen Caryophylliidae. IUCN kategoriserar arten globalt som livskraftig. Inga underarter finns listade i Catalogue of Life.